# Bronisław Niklewski
Bronisław Niklewski (ur. 8 września 1879 w Inowrocławiu, zm. 20 stycznia 1961 w Poznaniu) – polski naukowiec, fizjolog roślin.

## Życiorys
Bronisław Niklewski urodził się w Inowrocławiu 8 września 1879 i był synem Filipa i Marii z domu Dobiejewska. W 1899 w Inowrocławiu ukończył gimnazjum humanistyczne, a w latach 1899–1901 studiował nauki przyrodnicze na uniwersytecie berlińskim, głównie botanikę oraz chemię. W lutym 1902 po zdaniu egzaminu z chemii podjął dalsze studia w zakresie fizjologii roślin w pracowni prof. W. Pfeffera w instytucie botanicznym uniwersytetu lipskiego i, gdzie w styczniu 1905 uzyskał stopień doktora. Przez kilkanaście lat pracował jako asystent, wykładowca i wreszcie docent w różnych zakładach Akademii Rolniczej w Dublanach i na Uniwersytecie Lwowskim, na którym w 1909 habilitował się w zakresie fizjologii roślin i mikrobiologii.
Do Poznania przeniósł się w 1919 i jako profesor zwyczajny objął przejściowo na tworzącym się Uniwersytecie Poznańskim Katedrę Botaniki, a od jesieni 1919 Wydziału Rolniczo–Leśnego i, którego był w latach 1919/20 faktycznym organizatorem oraz pierwszym dziekanem. Kierownik Katedry Fizjologii Roślin i Chemii Rolniczej, w której stworzył szkołę badań nad próchnicą i nawozami organicznymi, która nawiązywała do jego badań w Dublanach. Prace te rozszerzył poza zakład na zorganizowany przez siebie Związek Kół Doświadczalnych. Po wybuchu II wojny światowej, na początku września 1939, został de facto rektorem Uniwersytetu Poznańskiego, obejmując funkcję przewodniczącego Rady Uniwersytetu Poznańskiego. Jego kadencja skończyła się wraz z przerwaniem działalności Rady 21 września 1939, gdy po jej posiedzeniu do Collegium Minus wkroczyło Gestapo i zamknęło budynek, po czym Niemcy zakazali naukowcom dalszej działalności.
Po wyzwoleniu rozpoczął pracę w Lubelskiej Izbie Rolniczej, organizując równocześnie liceum rolnicze oraz Katedrę Fizjologii Roślin na tworzącym się Uniwersytecie Lubelskim (UMCS). Do Poznania powrócił w marcu 1945.
Od 1947 członek czynny Polskiej Akademii Umiejętności i z końcem roku przeniesiony na emeryturę. W latach 1952–1956 pracował w Poznaniu jako kierownik działu dokumentacji wydawnictw w Instytucie Przemysłowym Włókien Łykowych. Z dniem 1 stycznia 1957 reaktywowany na stanowisko profesora przy Katedrze Fizjologii Roślin Wyższej Szkoły Rolniczej. Zmarł w Poznaniu 20 stycznia 1961 i został pochowany na cmentarzu parafialnym św. Jana Vianneya w Poznaniu (kw. św. Barbary-rząd 23-grób 8).

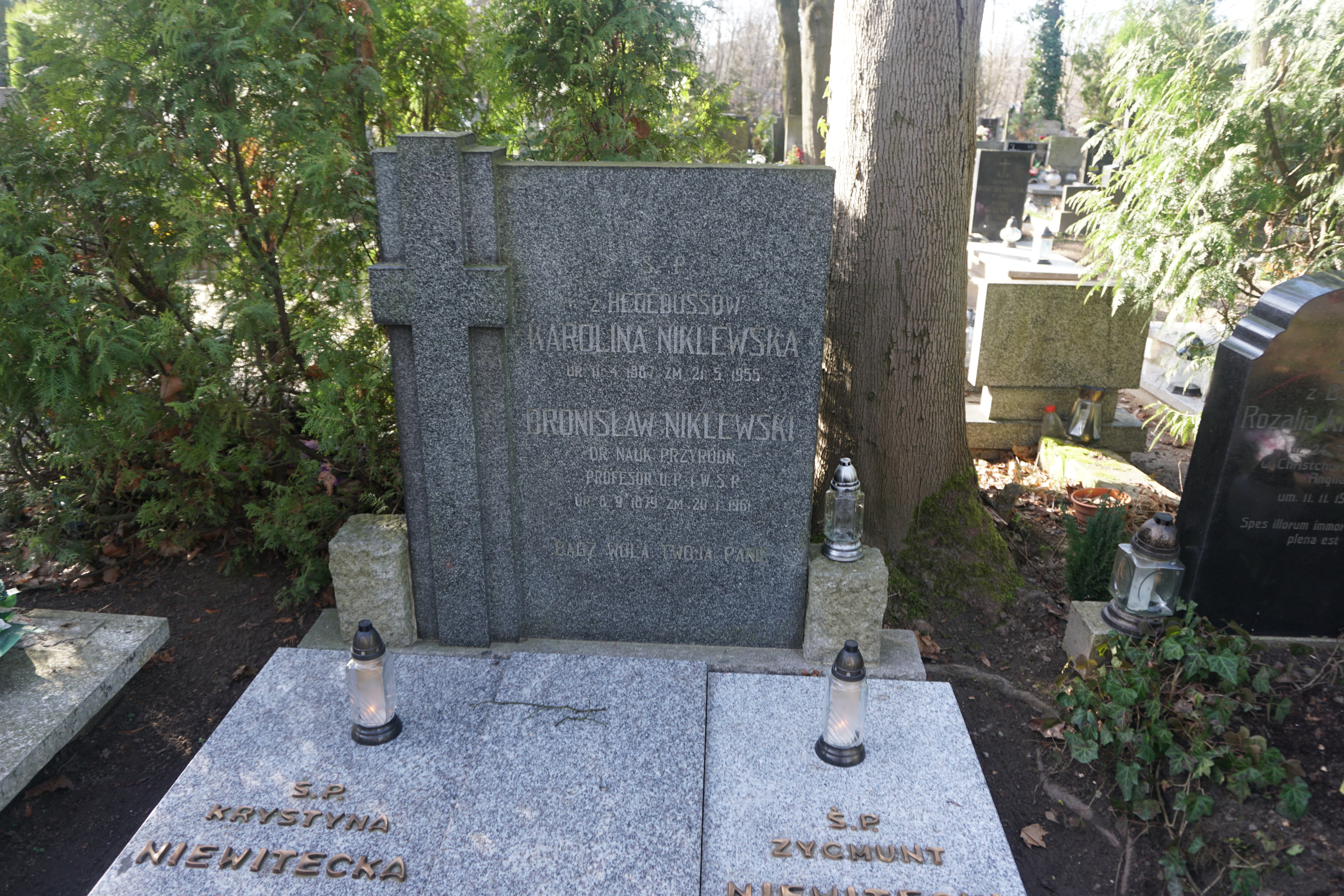
grób prof. Bronisława Niklewskiego na cmentarzu Sołackim

Żonaty z Karoliną Hegeduss, pozostawił dzieci: Mariana (ur. 1909), prof. WSR w Szczecinie, Bronisława (ur. 1913), Zofię, zamężną Gumińską (ur. 1917), docenta Uniwersytetu Wrocławskiego i Krystynę (ur. 1921).
Jego dorobek naukowy obejmuje 137 publikacji, a wśród nich pierwszy w języku polskim podręcznik fizjologii roślin podręcznik „Jak nawozić glebę” (6 wydań) i monografię Obornik. W wyższych uczelniach całej Polski wielu jego uczniów i asystentów objęło katedry.
Był odznaczony m.in. Krzyżem Oficerskim Orderu Odrodzenia Polski.